# Juan de Vega
Juan de Vega y Enríquez (1507 – 1558) è stato un politico e ambasciatore spagnolo, Viceré di Sicilia e Capitano Generale di Sicilia dal 1547 al 1557, Viceré di Navarra dal 1542 al 1543, Presidente del Consiglio di Castiglia e Signore del Grajal.

## Biografia
Fu ambasciatore per Carlo V a Roma, dove incontrò Ignazio di Loyola e ne accolse i Gesuiti,  a Messina. Lo stesso Ignazio di Loyola nel 1548 fondò  come primo collegio della Compagnia di Gesù, quella che poi divenne l'Università di Messina
Fece costruire la nuova città di Carlentini (1551) per gli abitanti di Lentini, minacciati dalle incursioni barbaresche e per meglio contrastare le incursioni dei corsari barbareschi, ebbe il merito, dopo il rivelo (censimento) del 1549, di istituire una  Nuova Militia con il compito di gestire la sorveglianza delle coste e di intervenire in caso di sbarco dei pirati, l'organico era costituito da novemila fanti e milleseicento soldati a cavallo.  Tutte le coste della Sicilia, già presidiate dal sistema difensivo e di avvistamento e comunicazione delle Torri costiere della Sicilia,   furono suddivise in dieci sergenzie con funzioni amministrative-militari, ed ogni  sergenzia era comandata da un sergente maggiore.
Nel 1550 lasciò al figlio Fernando de Vega la cura del Vicereame per tentare una spedizione punitiva diretta a Mahdia (in Tunisia) con le galee di Andrea Doria e del viceré di Napoli Pedro de Toledo contro il corsaro Dragut, che peraltro riuscì a fuggire.
Sposò Eleonora Perez-Osorio e Sarmiento (morta a Palermo il 30 marzo 1550), dalla quale ebbe Isabel, sposa di Pietro de Luna. Al genero procurò il titolo di duca, grazie al suo stretto rapporto con l'imperatore Carlo V. Pietro de Luna divenne primo duca di Bivona e di Sicilia nel 1554.